# Carlos Báez
Carlos Báez Appleyard (Asunción, 12 de junio de 1982), apodado «Aquiles», es un exfutbolista paraguayo que se desempeñaba en la posición de  defensa central o lateral izquierdo. Es considerado una figura emblemática de Cerro Porteño, no solo por su trayectoria, sino también por la manifestación radical de su identidad con la institución, evidenciada en la sustitución sistemática de la letra «O» por una «X» en sus publicaciones en redes sociales por 18 años consecutivos, configurando un recurso lingüístico de exclusión simbólica en referencia al Olimpia, su clásico rival.

## Trayectoria
Inició su carrera deportiva en las divisiones inferiores del Club Cerro Porteño, institución de su país, debutando en el primer equipo en 2003. Durante su paso por dicho club, fue bicampeón de la liga paraguaya en los torneos de 2004 y 2005.
En la temporada 2006-2007, fue transferido al Club Atlético Independiente de Argentina, que adquirió el 100% de sus derechos federativos. En dicho club, militó desde el Torneo Clausura 2006 hasta el Torneo Apertura 2007.
A principios de 2008, se trasladó al Arsenal Fútbol Club de Argentina, donde permaneció hasta finales de ese mismo año, obteniendo el título de la Copa Suruga Bank, competición disputada entre el campeón de la Copa Sudamericana y el de la Copa J. League de Japón. En enero de 2009, regresó al Club Cerro Porteño, su club formador. Sin embargo, una lesión grave sufrida en la pretemporada lo dejó fuera de las canchas por un periodo de seis meses. Regresó a la actividad en julio de 2009, participando en el Torneo Clausura y en la Copa Sudamericana con la camiseta de Club Cerro Porteño.
En 2010, dio un nuevo giro a su carrera, trasladándose a Colombia para jugar en el Cúcuta Deportivo. Durante su paso por el club, el equipo finalizó en la 13.ª posición en el Torneo Apertura y en la 7.ª en el Torneo Finalización, alcanzando las semifinales, pero siendo eliminado en la fase de grupos.
En 2011, se trasladó a Chile para unirse al Club Deportivo O'Higgins, donde tuvo un buen inicio de temporada, acercándose a la clasificación para competiciones internacionales. No obstante, desde julio de ese mismo año se encontraba sin equipo.
A principios de 2012, el entonces director técnico de Cerro Porteño, Mario Grana, solicitó su incorporación al plantel. Sin embargo, la directiva del club se opuso a su fichaje, por lo que la negociación no prosperó. A pesar de recibir ofertas de clubes de media tabla de la Primera División de Paraguay, el jugador rechazó todas las propuestas, manifestando que solo consideraría regresar a Cerro Porteño en su país. Tras no haber acordado con el club azulgrana, decidió poner fin a su carrera profesional en ese mismo año.

## Fanatismo por Cerro Porteño

### Uso de la letra «X» en lugar de la «O»
Durante su carrera y años posteriores a su retiro, Carlos Báez Appleyard se destacó no solo por su desempeño futbolístico, sino también por una particular manifestación de su identidad con Cerro Porteño. A partir de 2005, comenzó a sustituir sistemáticamente la letra «O» por una «X» en sus publicaciones en redes sociales, como una forma de evitar cualquier referencia al Olimpia, su clásico rival. Esta práctica, que con el tiempo se convirtió en un rasgo distintivo de su personalidad pública, fue interpretada tanto como una expresión extrema de fanatismo como una estrategia simbólica para reforzar su identidad azulgrana.
El uso de la «X» generó diversas reacciones en el ámbito futbolístico paraguayo, siendo celebrado por algunos sectores de la hinchada cerrista y criticado por aficionados olimpistas. Con el paso de los años, esta costumbre se consolidó como una especie de sello personal de Báez en el ámbito digital.

El 31 de diciembre de 2022, a través de su cuenta de Twitter, anunció que dejaría de utilizar la «X» en lugar de la «O» a partir del 1 de enero de 2023. En su mensaje expresó: 
«Tengo algo muy importante que informarles. No sé cómo lo van a tomar, pero creo que ya es hora de dejar de usar la "X" por la "O"… El 1 de enero, a las 00:00, escribiré mi primer mensaje sin la "X".»
Aunque no brindó detalles sobre los motivos de su decisión, su anuncio generó diversas reacciones entre los hinchas, con opiniones divididas entre quienes lo respaldaban y quienes lo consideraban una traición a su identidad cerrista.
Su decisión marcó el fin de una práctica que había mantenido durante 18 años y que lo había convertido en una figura peculiar dentro del fútbol paraguayo, trascendiendo su carrera como jugador.

## Selección nacional

### Absoluta
Ha sido internacional con la selección de fútbol de Paraguay, participando en un único partido amistoso bajo la dirección del entonces seleccionador Gerardo Martino. Su debut tuvo lugar el 22 de agosto de 2007, en un empate 1-1 frente a Venezuela. Báez ingresó en su posición habitual al minuto 53, sustituyendo a Marcos Cáceres. El equipo paraguayo había iniciado el encuentro con Henry Lapczyk, Pablo César Aguilar, Marcos Cáceres, Nelson Cabrera, Derlis Cardozo, David Villalba, Diego Gavilán, Ángel Ortiz, Fabio Ramos, Dante López y Alejandro da Silva.

## Clubes
| Club                        | País      | Año       |
| --------------------------- | --------- | --------- |
| Cerro Porteño               | Paraguay  | 2003-2006 |
| Independiente de Avellaneda | Argentina | 2006-2007 |
| Arsenal de Sarandí          | Argentina | 2008      |
| Cerro Porteño               | Paraguay  | 2009      |
| Cúcuta Deportivo            | Colombia  | 2010      |
| O'Higgins                   | Chile     | 2011      |

## Palmarés

### Títulos nacionales
| Título               | Club          | País     | Año  |
| -------------------- | ------------- | -------- | ---- |
| Campeonato Paraguayo | Cerro Porteño | Paraguay | 2004 |
| Campeonato Paraguayo | Cerro Porteño | Paraguay | 2005 |

### Títulos internacionales
| Título           | Club               | Sede        | Año  |
| ---------------- | ------------------ | ----------- | ---- |
| Copa Suruga Bank | Arsenal de Sarandí | Gamba Osaka | 2008 |